# Deserto

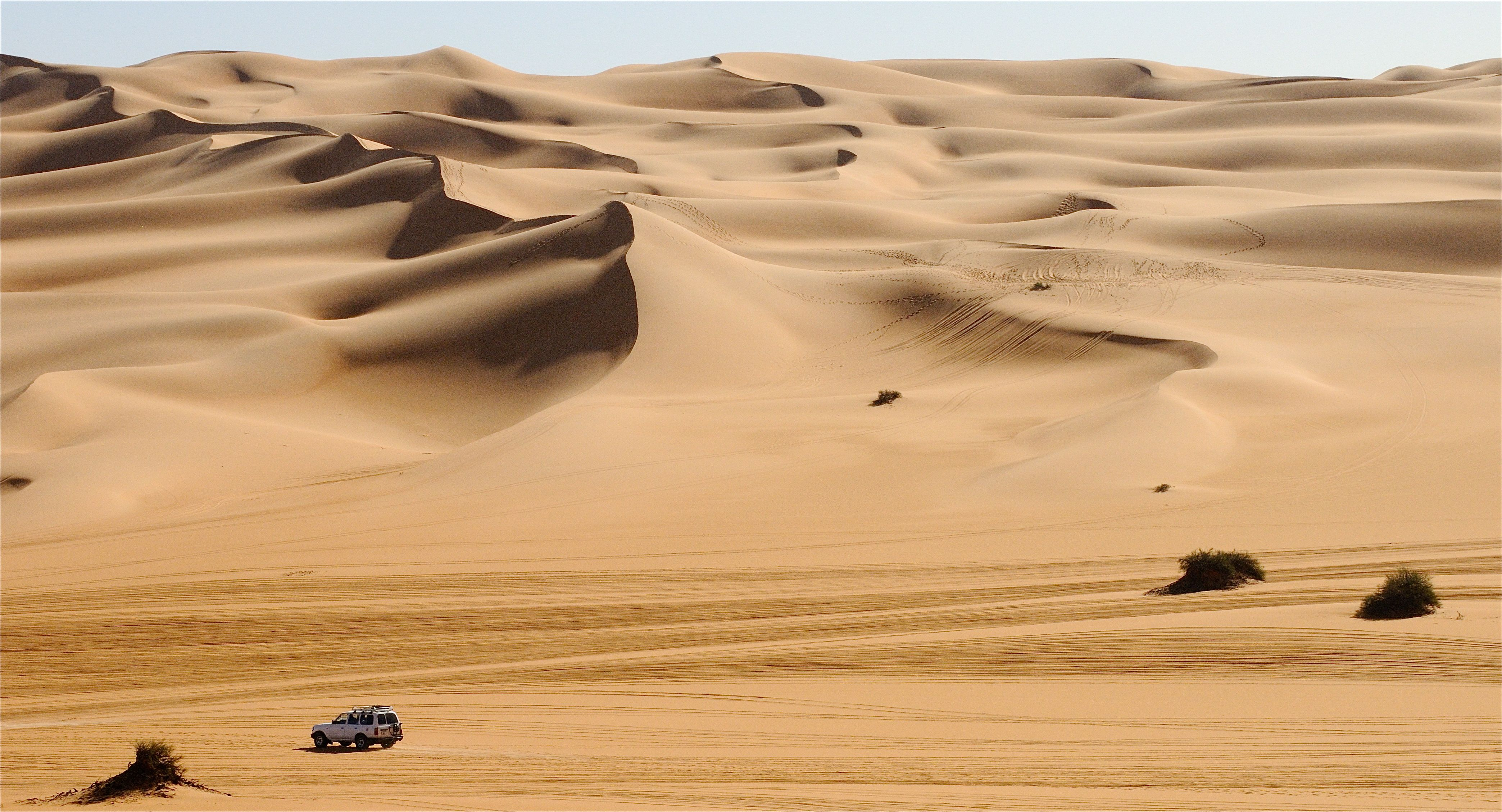
Areia e dunas do deserto da Líbia.

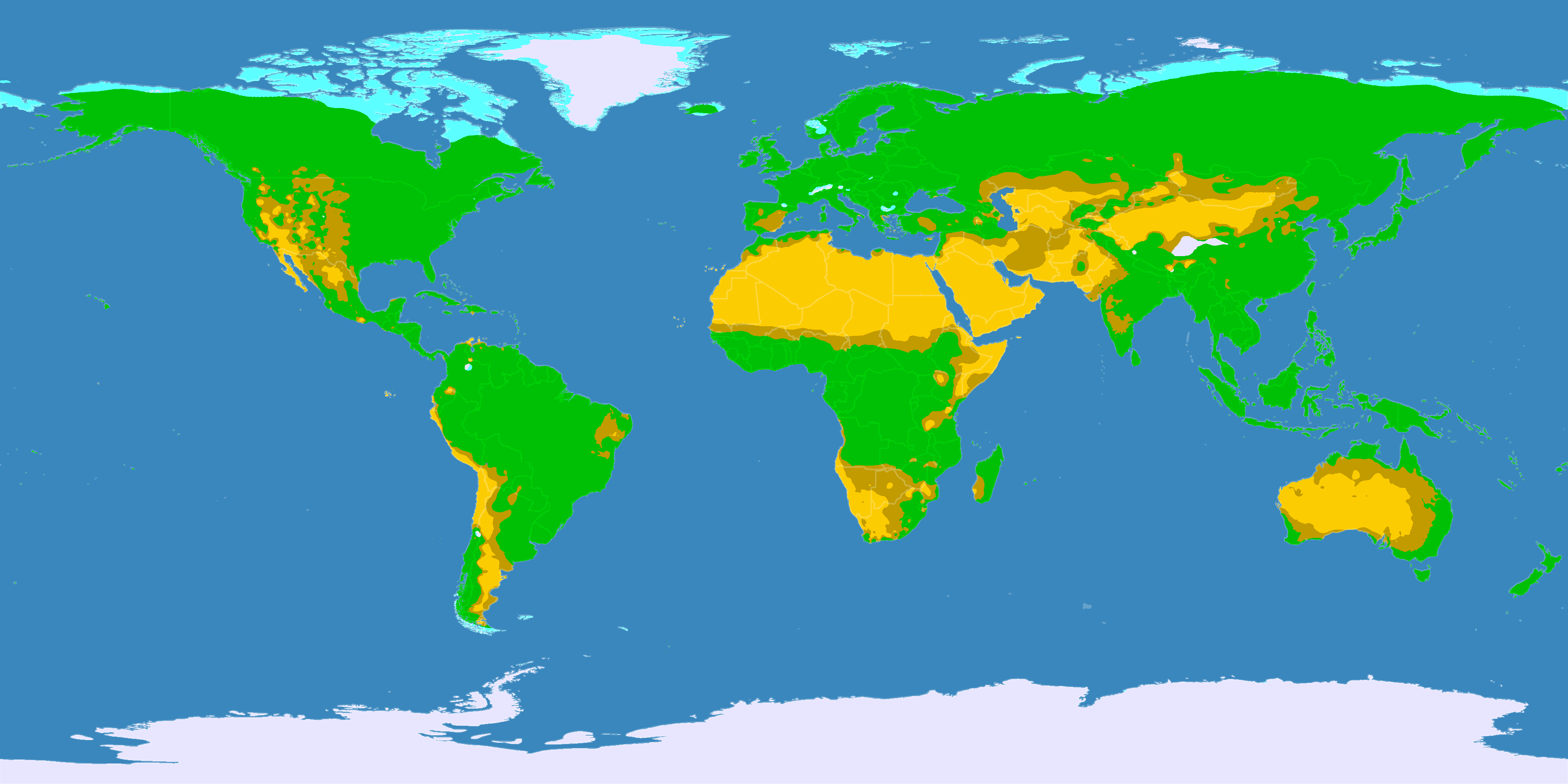
Distribuição de desertos
Deserto árido
Deserto semi-árido
Tundra
Clima glacial

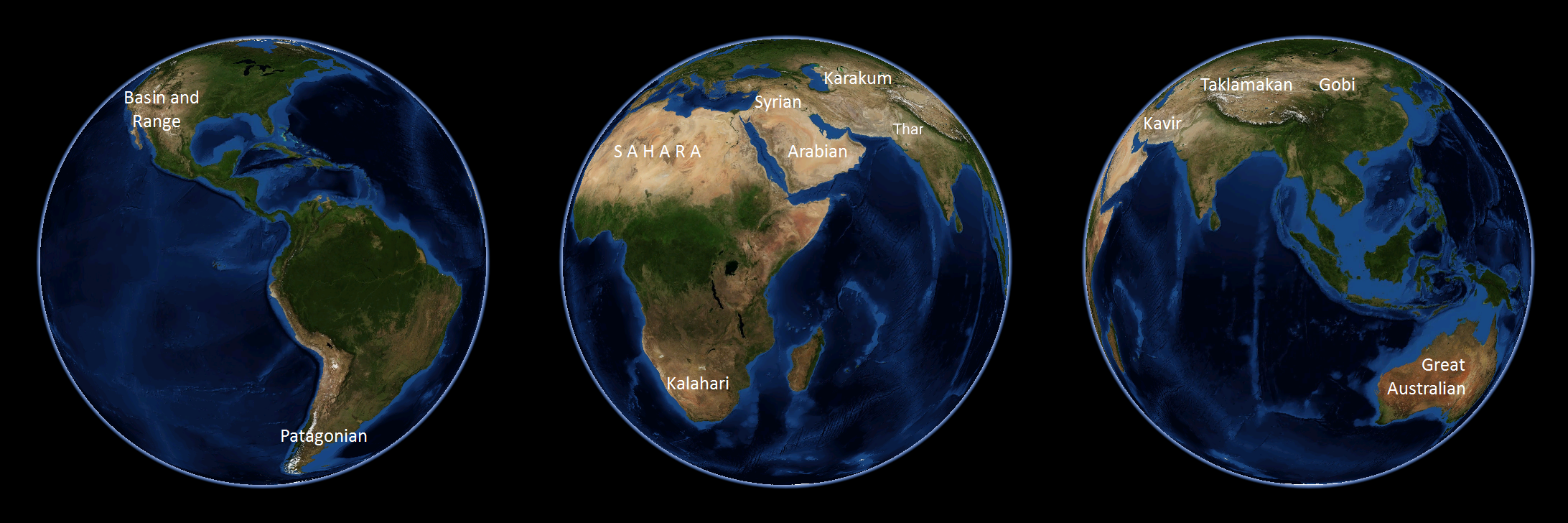
Maiores desertos do mundo (legendas em inglês).

Em geografia, o deserto é uma região que recebe pouca precipitação pluviométrica. Muitos desertos têm um índice pluviométrico anual abaixo de 400 mm. Como consequência são áridos, tendo a reputação de serem capazes de sustentar pouca vida. Comparando-se com regiões mais úmidas isto pode ser verdade, porém, examinando-se mais detalhadamente, os desertos frequentemente abrigam uma riqueza de vida que normalmente permanece escondida (especialmente durante o dia) para conservar umidade.
Aproximadamente 20% da superfície continental da Terra é desértica. As paisagens desérticas têm alguns elementos em comum: o solo do deserto é principalmente composto de areia, com frequente formação de dunas. Paisagens de solo rochoso são típicas, e refletem o reduzido desenvolvimento do solo e a escassez de vegetação. As terras baixas podem ser planícies cobertas com sal. Os processos de erosão eólica (isto é, provocados pelo vento) são importantes fatores na formação de paisagens desérticas.
Os desertos algumas vezes contêm depósitos de minerais valiosos que foram formados no ambiente árido ou que foram expostos pela erosão. Por serem locais secos, os desertos são locais ideais para a preservação de artefatos humanos e fósseis. Sua vegetação é constituída por gramíneas e pequenos arbustos, é rala e espaçada, ocupando apenas lugares em que a pouca água existente pode se acumular (fendas do solo ou debaixo das rochas). As maiores regiões desérticas do globo situam-se na África (deserto do Saara) e na Ásia (deserto de Gobi).
A fauna predominante no deserto é composta por animais roedores (ratos-cangurus), por répteis (serpentes e lagartos), e por insetos. Os animais e plantas têm marcantes adaptações à falta de água. Muitos animais saem das tocas somente à noite, e outros podem passar a vida inteira sem beber água, extraindo-a do alimento que ingerem.

## Tipos de deserto

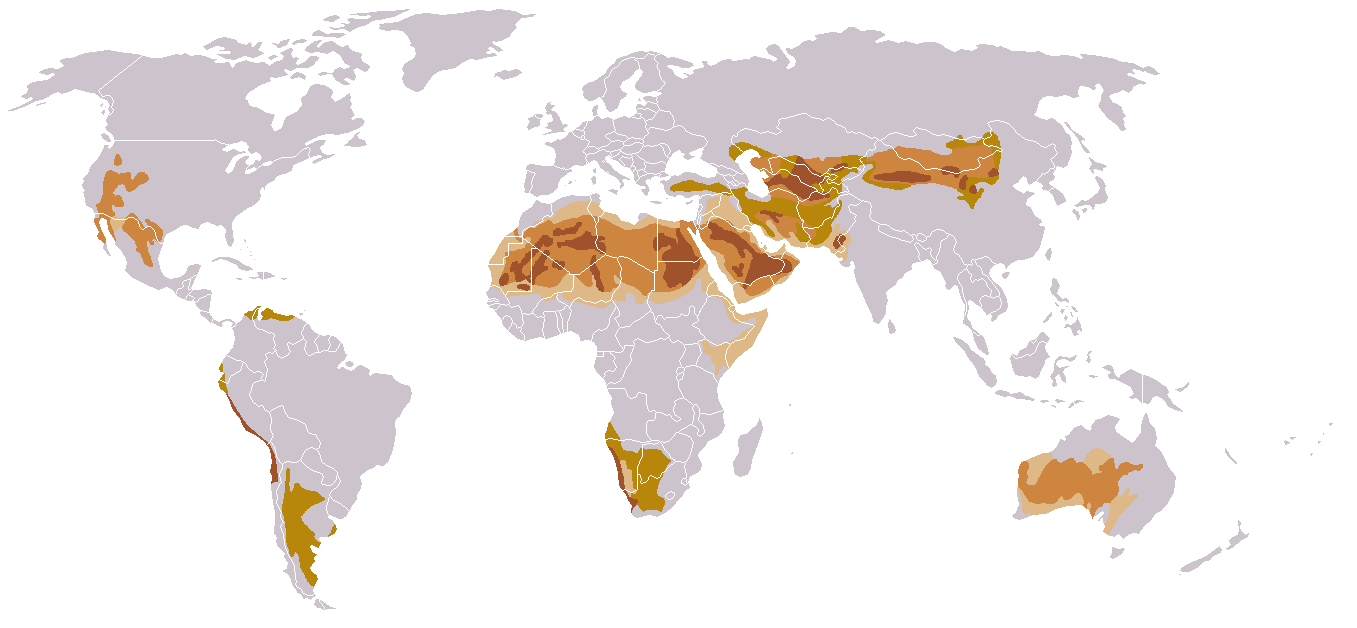
Climas desérticos pelo mundo.

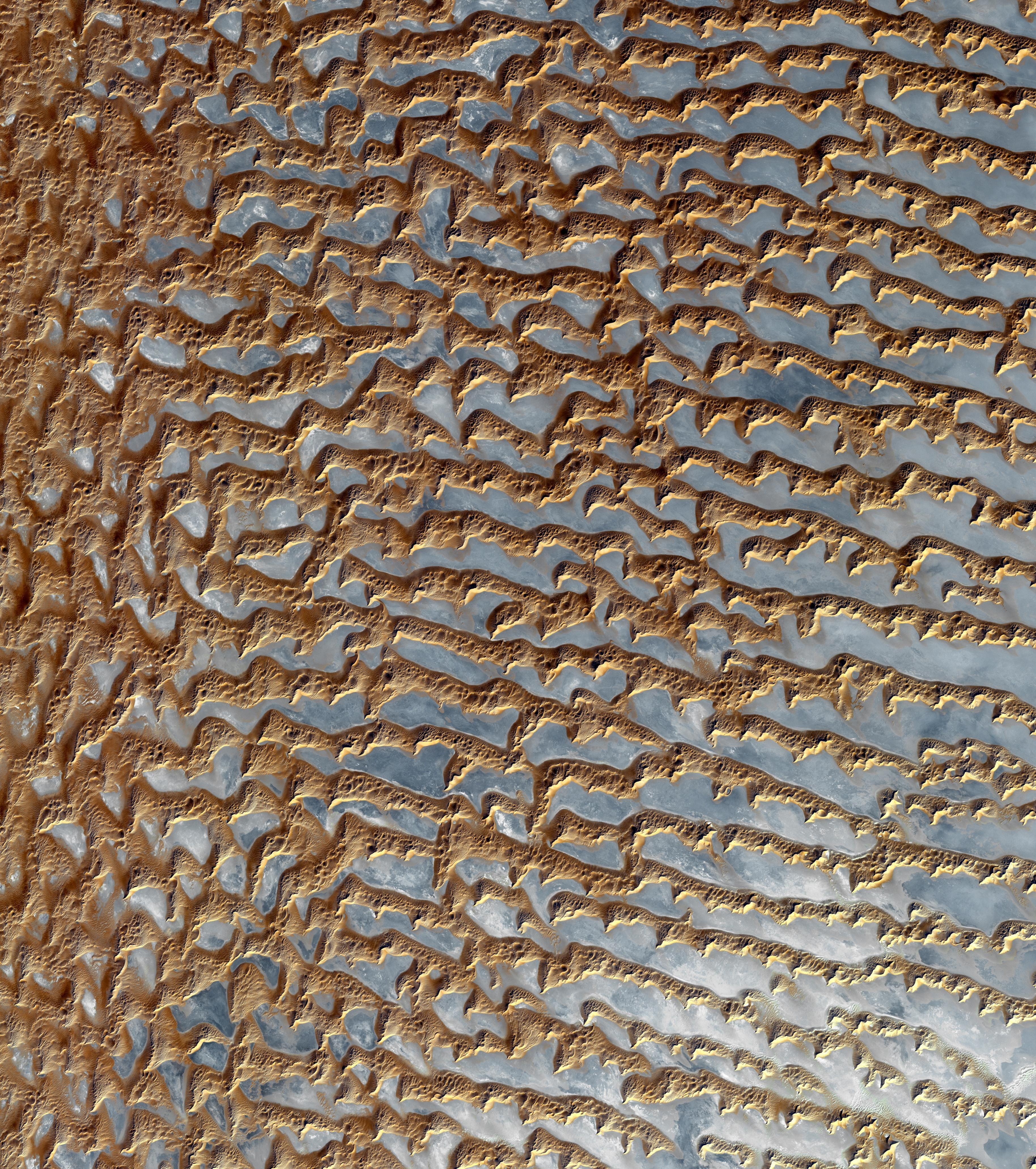
Imagem de dunas de areia em
Rub' al-Khali, o “quarteirão vazio” da Arábia. Obtida pelo dispositivo ASTER, a bordo do satélite Terra.

A maioria das classificações repousa numa combinação de número de dias de chuva por ano, a quantidade pluviométrica anual, temperatura, umidade e outros fatores. Em 1953, Peveril Meigs dividiu as regiões desérticas da terra em três categorias, de acordo com o total de chuva que recebiam. Por este sistema, hoje amplamente aceito, terras extremamente áridas são as que têm pelo menos 12 meses consecutivos sem chuva; terras áridas têm menos de 250 milímetros de chuva anual em 1 m² e terras semiáridas têm uma média de precipitação anual entre 250 e 500 milímetros em 1 m². As terras áridas e extremamente áridas são os desertos, e terras semiáridas cobertas de gramíneas geralmente são chamadas de estepes.
No entanto, a aridez sozinha não fornece uma descrição exata do que é um deserto. Por exemplo: a cidade de Phoenix, no estado do Arizona nos Estados Unidos, recebe menos de 250 mm (10 polegadas) de chuva por ano, e é imediatamente reconhecida como sendo localizada em um deserto. Porém, algumas regiões gélidas do Alasca ou da Antártida também recebem menos de 250 mm de chuva por ano e por isso também podem ser consideradas desertos.
A diferença reside no processo de evapotranspiração. A evapotranspiração é a combinação de perda de água por evaporação atmosférica da água do solo, junto com a perda de água também em forma de vapor, através dos processos vitais das plantas. O potencial de evapotranspiração é, portanto, a quantidade de água que poderia evaporar numa dada região. A cidade de Tucson, no Arizona, recebe uns 300 mm (12 polegadas) anuais de chuva, no entanto, uns 2 500 mm, (100 polegadas) de água poderiam evaporar no período de um ano. Em outras palavras, significa que quase 8 vezes mais água poderia evaporar da região do que normalmente cai. Já as taxas de evapotranspiração em regiões do Alasca são bastante inferiores; então, mesmo recebendo precipitações mínimas, estas regiões específicas são bem diferentes da definição mais simples de um deserto: um lugar onde a evaporação supera mais de duas vezes o total da precipitação pluviométrica. A principal característica de um deserto é a seca.

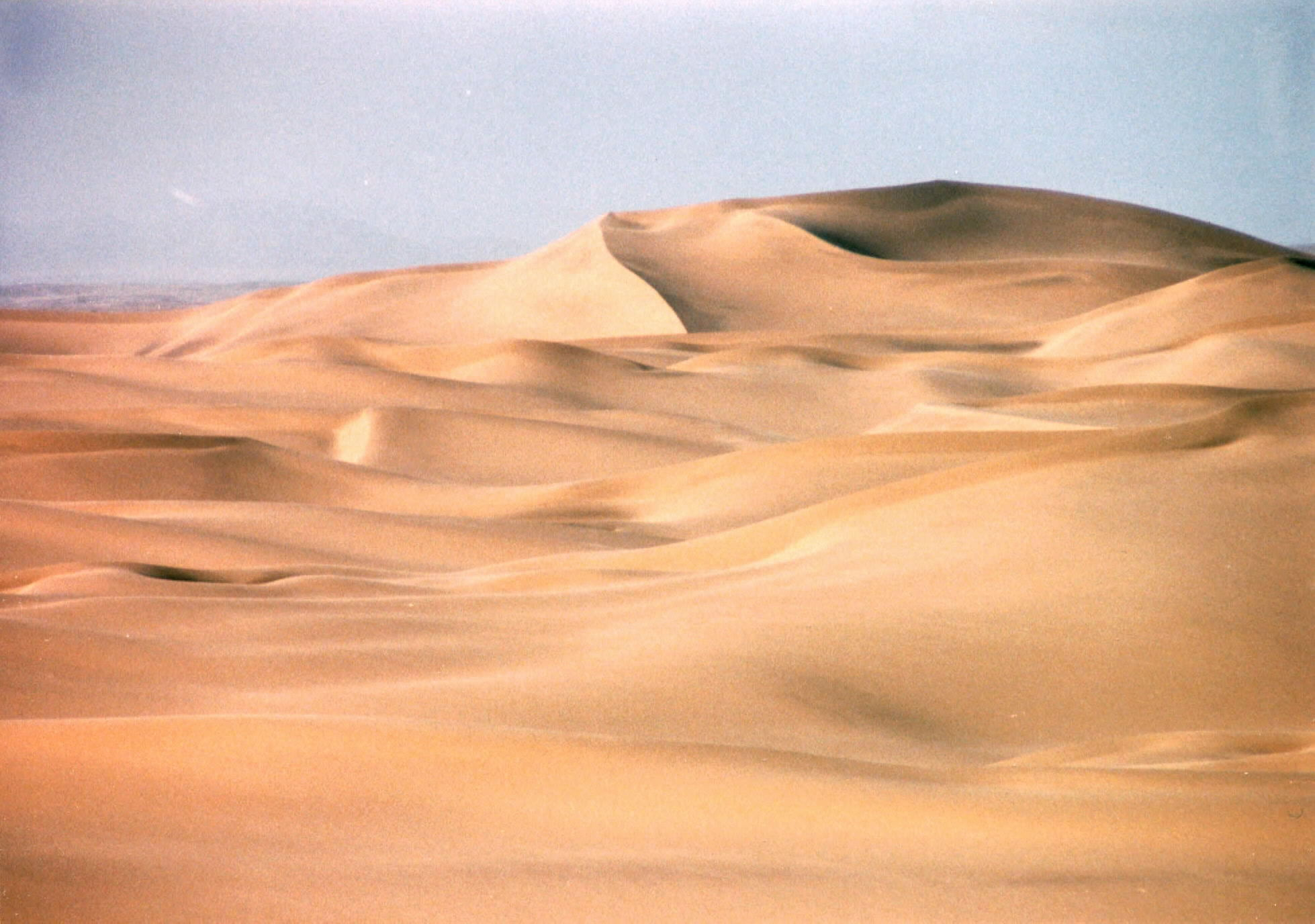
Dunas no Deserto do Namibe (Angola).

Dito isto, há diferentes formas de desertos. Desertos frios podem ser cobertos de neve; esses locais não recebem muita chuva, e a que cai permanece congelada como neve compacta. Essas áreas são comumente chamadas de tundra, quando nelas existe uma curta estação com temperaturas acima de zero grau Celsius e alguma vegetação floresce neste período; ou de regiões de capa de gelo, se temperatura permanece abaixo do ponto de congelamento durante todo o ano, deixando o solo praticamente sem formas de vida.
A maioria dos desertos não-polares ocorre por que eles têm pouquíssima água. A água tende a refrescar, ou pelo menos a moderar, os efeitos do clima onde ela é abundante. Em algumas partes do mundo, os desertos surgem devido à existência de barreiras à chuva, quando as massas de ar perdem a maior parte de sua umidade sobre uma cadeia de montanhas; outras áreas são áridas em virtude de serem muito distantes das fontes mais próximas de umidade (isto é verdade em algumas áreas do globo em latitudes médias, particularmente na Ásia).
Os desertos também são classificados por sua localização geográfica e padrão climático predominante, como ventos alísios, latitudes médias, barreiras anti-chuvas, costeiros, de monção, e polares. Antigas áreas desérticas presentes em regiões não-áridas formam os chamados paleodesertos. Há ainda os desertos extraterrestres, em outros planetas.

### Desertos em regiões de ventos contra-alísios
Os ventos contra-alísios ocorrem em duas faixas do globo divididas pela linha do Equador, e se formam pelo aquecimento do ar junto à região equatorial. Estes ventos secos dissipam a cobertura de nuvens, permitindo que mais luz do Sol aqueça o solo. A maioria dos grandes desertos da Terra está em regiões cruzadas por ventos contra-alísios. O maior deserto do nosso planeta, o Saara, no norte da África, que já experimentou temperaturas acima de 50 °C, é um deserto de ventos contra-alísios.

### Desertos de latitudes médias
São desertos formados devido a movimentação das massas de ar quentes e sem umidade proveniente dos trópicos, influenciados pela rotação da Terra. Essas massas depois de se resfriarem na atmosfera e se curvarem para o norte e sul, começam a perder latitude até aproximadamente 30°, contudo, passam a ganhar calor na descida aumentando a sua capacidade de reter e “absorver” a água disponível no solo. Se encontram entre 30° a 50° (norte/sul). São exemplos o deserto do Saara, na África e Sonora, na América do Norte.

### Desertos devido a barreiras ao ar úmido

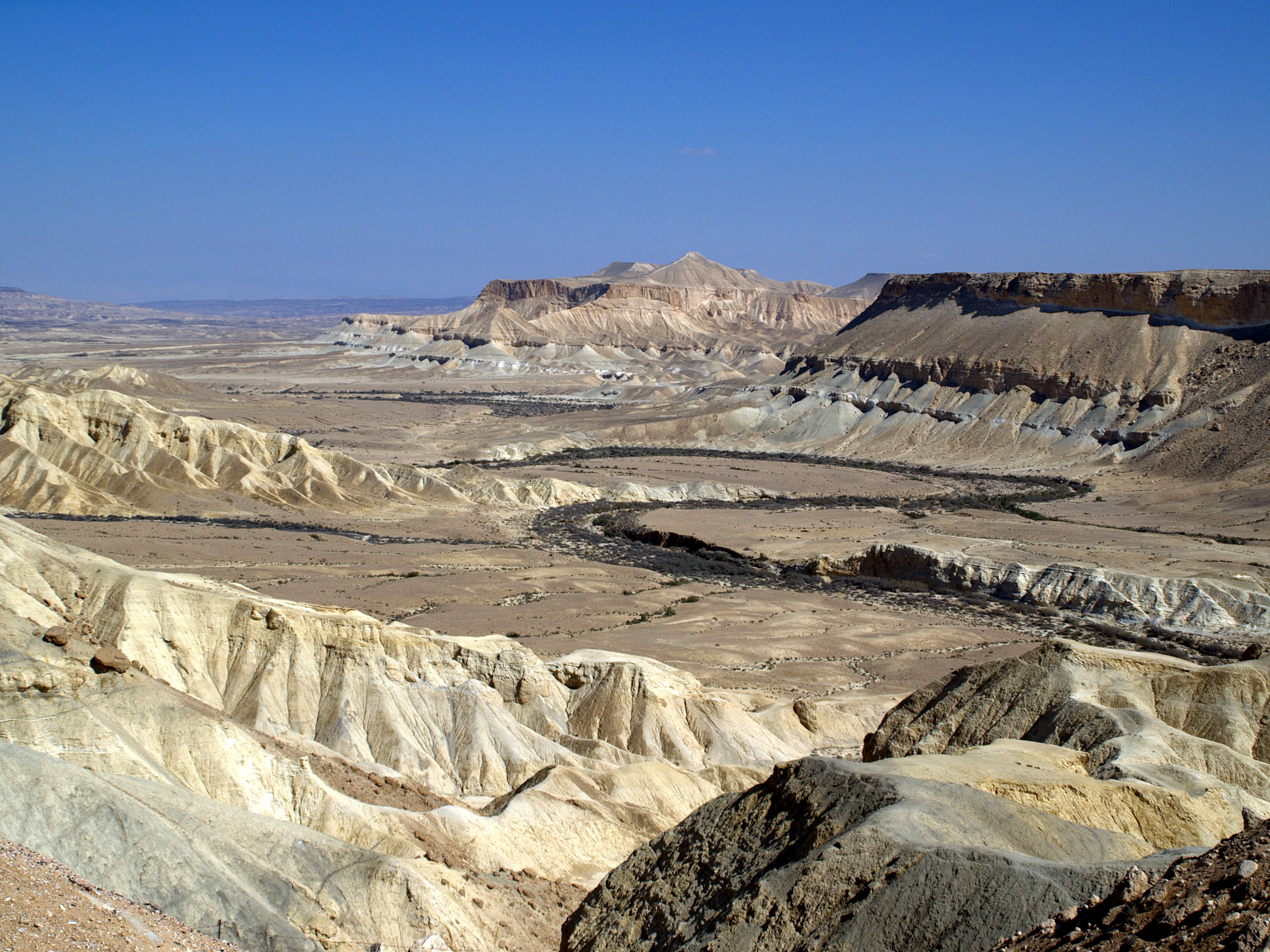
Paisagem típica no Deserto de Negueve, com areias de múltiplas cores e rios secos, ocasionalmente inundados no inverno por instantâneas enchentes.

Desertos deste tipo se formam devido a grandes barreiras montanhosas que impedem a chegada de nuvens úmidas nas áreas a sotavento (ou seja, protegidas do vento, que traz a umidade). À medida que o ar sobe a montanha, a água se precipita e o ar perde seu conteúdo úmido. Assim, um deserto se forma do lado oposto. O deserto da Judeia em Israel e Palestina, são exemplos, assim como o deserto do Vale da Morte, nos Estados Unidos, que é formado pelos ventos Chinook que formam uma zona de sombra de chuva no local.

### Desertos costeiros

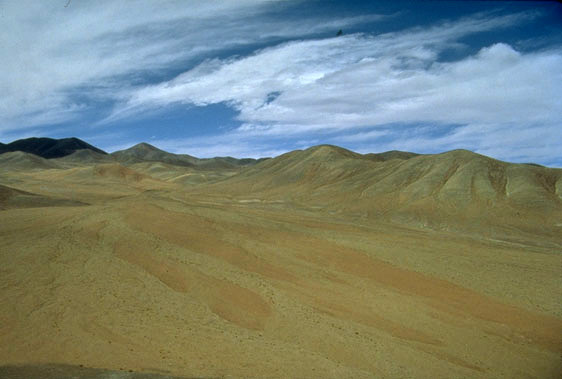
Deserto de Atacama, no Chile.

Desertos costeiros geralmente se localizam nas bordas ocidentais de continentes próximas aos Trópicos de Câncer e de Capricórnio. Eles são afetados por correntes oceânicas costeiras frias, que correm paralelamente à costa. Devido aos sistemas de vento locais dominarem os ventos alísios, estes desertos são menos estáveis que os de outros tipos. No inverno, nevoeiros, produzidos por correntes frias ascendentes, frequentemente cobrem os desertos costeiros com um manto branco que bloqueia a radiação solar. Os desertos costeiros são relativamente complexos, pois eles são o produto de sistemas terrestres, oceânicos e atmosféricos. Um deserto costeiro, o Atacama, é o mais seco da Terra. Nele, uma chuva possível de ser medida - isto é, de um milímetro ou mais - pode ocorrer uma vez a cada cinco ou até a cada vinte anos.
Dunas em forma de lua crescente são comuns desertos costeiros, como o Namibe, na África, onde prevalecem os ventos do continente para o mar.

### Desertos de monção
"Monção," derivada de uma palavra árabe que significa "estação climática", refere-se a um sistema de ventos com acentuada reversão sazonal. As monções se desenvolvem em resposta a variações de temperatura entre os continentes e os oceanos. Os ventos alísios do sul do Oceano Índico, por exemplo, despejam pesadas chuvas na Índia ao chegarem à costa. Conforme a monção cruza a Índia, ela perde sua umidade no lado oriental da cadeia montanhosa Aravalli. O deserto do Rajastão na Índia, e o deserto Thar no Paquistão, são parte de uma região de deserto de monção a oeste da cadeia de montanhas.

### Desertos polares

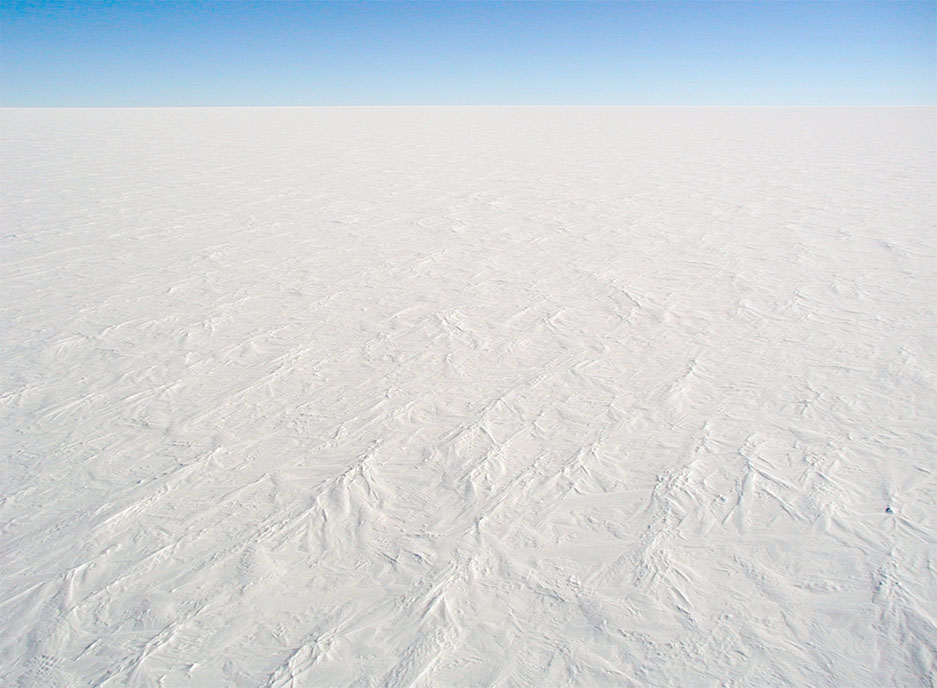
Região desértica da Antártida.

Desertos polares são áreas onde a evaporação supera duas ou mais vezes a precipitação anual e possuem uma temperatura média no mês mais quente abaixo dos 10 °C. Os desertos polares da Terra cobrem cerca de 5 milhões de quilômetros quadrados e são quase todos cobertos de rocha ou cascalho. A maior parte dos desertos polares do planeta estão localizados principalmente na Antártida e na Groenlândia. e são principalmente leitos de rocha e planícies de cascalho (como ocorre nos Dry Valleys na Antártida). Dunas de areia não são típicas destes desertos, porém dunas de neve habitualmente ocorrem em áreas onde o vento é mais abundante.
Os vales secos da Antártida têm permanecido livres de gelo há milhares de anos.
Em campos de gelo permanente se encontram ecossistemas simples. Sobre a neve antiga se desenvolvem algas, os nutrientes tendem a se concentrar à medida que neve e gelo se evaporam. Algumas destas algas são de cor vermelha brilhante.
Existem ecossistemas marinhos ativos no gelo e na água, debaixo do grande mar de gelo que cobre o oceano polar. Um ecossistema diversificado de algas e pequenos consumidores vive no lado inferior do gelo; estes sistemas utilizam luz solar que penetra no gelo durante o verão, como fonte de energia. As águas que fluem por debaixo do gelo também carregam matéria orgânica produzida em outros lugares, abastecendo de alimento uma grande população de peixes. Muitos mamíferos marinhos vivem de pescado; assim, focas, orcas (baleias) e ursos polares estão no topo da cadeia alimentar polar. Algumas espécies de peixes e anfíbios que vivem debaixo das águas congeladas ainda não foram reconhecidos pelo homem.

### Paleodesertos (desertos "fósseis")
Pesquisas em mares de areia (vastas regiões de dunas) antigos, mudanças em bacias lacustres, análises arqueológicas e de vegetação indicam que as condições climáticas mudaram consideravelmente em vastas áreas do planeta num passado geológico recente. Durante os últimos 12 500 anos, por exemplo, partes de alguns desertos já foram bem mais áridas do que são hoje. Cerca de 10% da terra situada entre a latitude 30° N. e 30° S. é hoje coberta por mares de areia. No entanto, 18 000 anos atrás, mares de areia formando dois imensos cinturões ocupavam quase 50% desta área. Tal como ocorre hoje, florestas tropicais e savanas ocupavam a zona entre estas duas faixas.
Sedimentos fósseis de desertos com até 500 milhões de anos foram encontrados em muitas partes do globo. Padrões de sedimentos de dunas foram encontrados em áres que hoje não são desérticas. Muitas destas "relíquias" de dunas hoje recebem entre 80 e 150 mm de chuva por ano. Algumas antigas regiões de dunas hoje são ocupadas por florestas tropicais úmidas.
As montanhas de areia chamadas Sand Hills são um campo de dunas inativo de 57 000 km² no centro de Nebraska. O maior mar de areia no hemisfério ocidental está hoje estabilizado por vegetação, e recebe cerca de 500 mm de chuva por ano. As dunas de Sand Hills chegam aos 120 m de altura. O deserto do Calaári também é um paleodeserto.

### Desertos em outros planetas

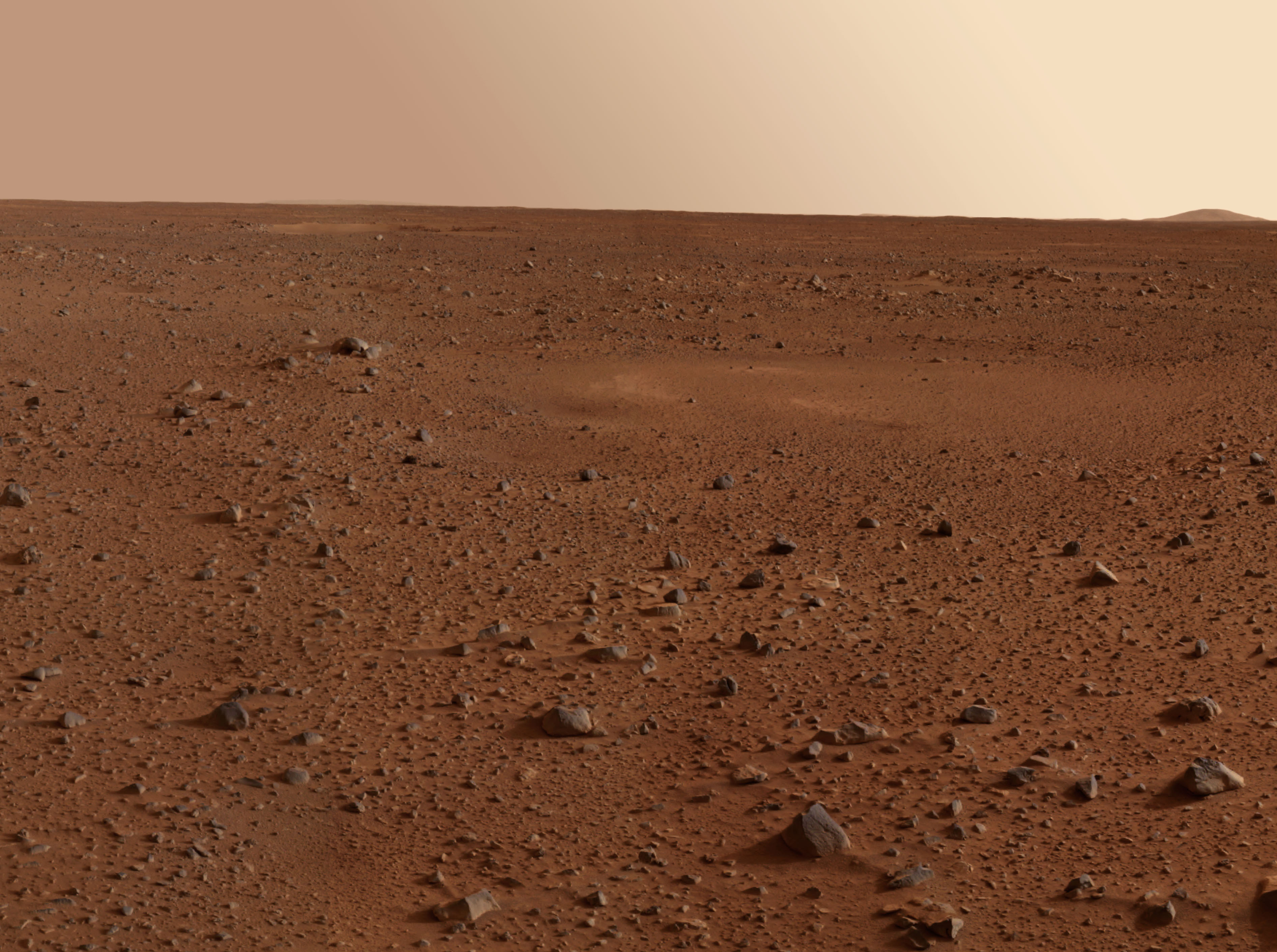
Aspecto do deserto marciano fotografado pelo veículo explorador Spirit, em 2004.

Marte é o único dentre os outros planetas do sistema solar no qual já se identificaram desertos eólicos. Apesar de a pressão atmosférica na sua superfície ser apenas 1/100 da terrestre, os padrões de circulação atmosférica em Marte formaram um mar de areia circumpolar com mais de cinco milhões de km², maior que a maioria dos desertos da Terra. Os mares de areia marcianos consistem principalmente de dunas em forma de meia-lua em áreas planas próximas à camada perene de gelo do pólo norte do planeta. Campos de dunas menores ocupam o fundo de muitas crateras nas regiões polares marcianas.
Definir um deserto somente pela ausência de chuva, ao invés de também considerar fatores eólicos, classificaria como tal todos os fenômenos similares a este fora do nosso planeta. O único corpo celeste onde se considera possível que exista precipitação é Titã, a lua de Saturno; ela não tem água em estado líquido, no entanto é possível que tenha metano e outros hidrocarbonetos em estado líquido.

## Características dos desertos

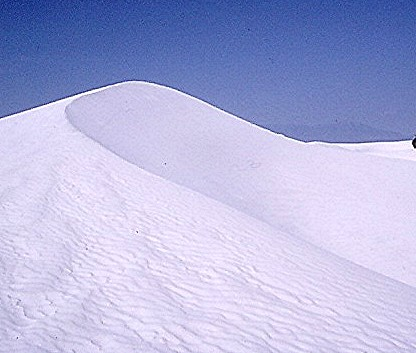
Dunas de gesso no deserto White Sands, no Novo México (Estados Unidos).

A areia cobre apenas 20% dos desertos terrestres. A maior parte da areia está em lençóis de areia e bancos de areia — vastas regiões de dunas onduladas que lembram as ondas no mar.
Quase 50% das superfícies dos desertos são planícies onde a ação eólica - removendo os pequenos grãos de areia - expõe cascalho solto composto principalmente de pedriscos ásperos, mas às vezes com pedras arredondadas.
Outras superfícies de terras áridas são compostas de leitos de pedra aflorados e expostos, solos desérticos e depósitos fluviais, incluindo depósitos aluviais, leitos secos, lagos do deserto e oásis. Afloramentos de leitos de pedra normalmente ocorrem como pequenos montes, cercados por extensas planícies erodidas.
Oásis são áreas com vegetação irrigada por fontes subterrâneas, poços ou por irrigação. Muitos são artificiais. Os oásis são frequentemente o único lugar nos desertos que permitem ao homem efetuar plantios e fixar moradia permanente.

### Solos

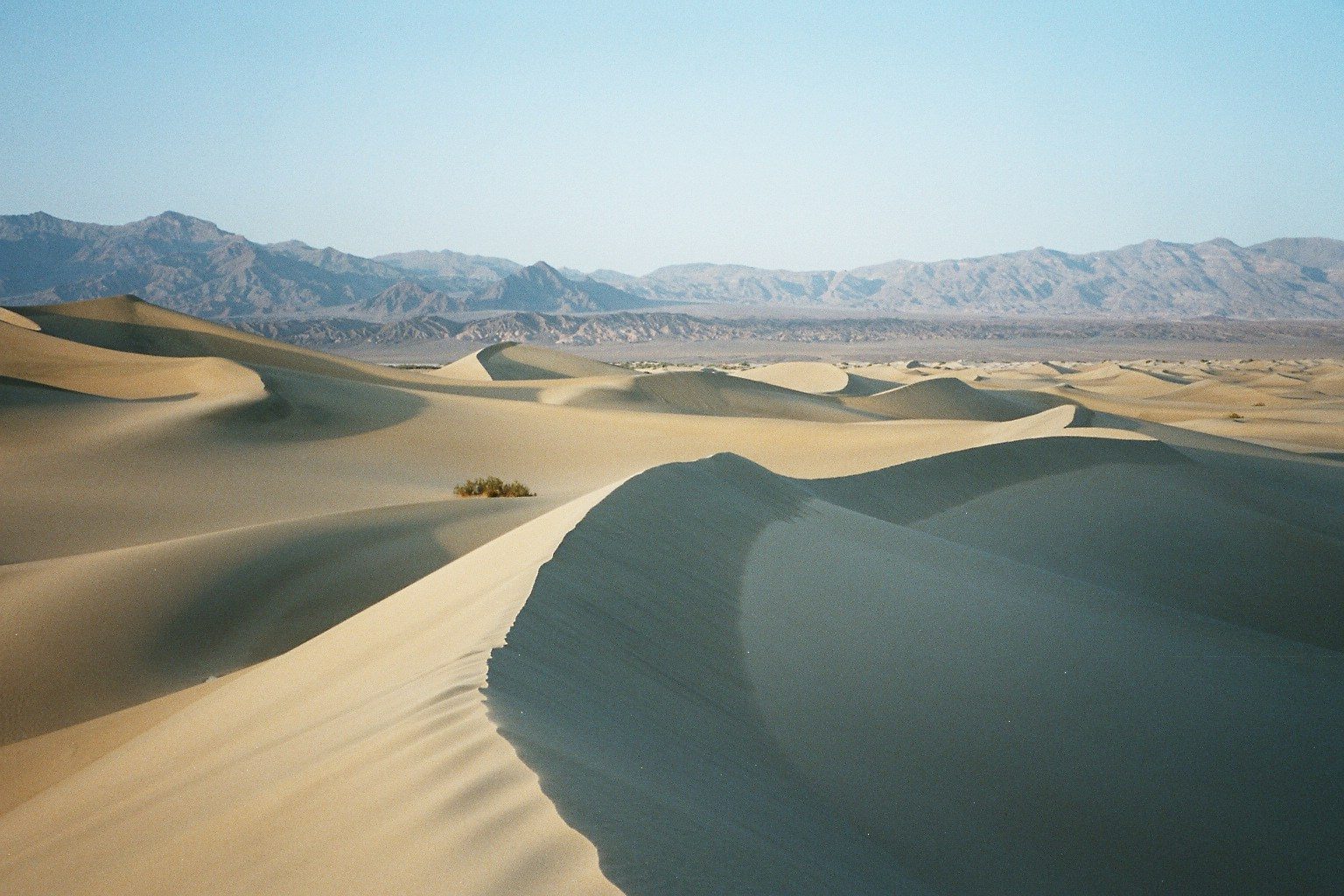
Dunas de areia no Vale da Morte, Califórnia (Estados Unidos).

Os solos que se formam em climas áridos são predominantemente minerais com pouca matéria orgânica. A repetida acumulação de água em alguns solos forma muitos depósitos de sal. O carbonato de cálcio precipitado de uma solução pode cimentar areia e cascalho em blocos duros, que chegam a ter espessuras de até 50 metros.
O caliche é um depósito avermelhado, quase marrom, ou tendente ao branco, encontrado em muitos solos de deserto. Ele normalmente ocorre em forma de nódulos ou como cobertura de grânulos minerais formados pela complicada interação entre a água e o gás carbônico liberado pelas raízes das plantas ou pela decomposição de matéria orgânica.

### Vegetação

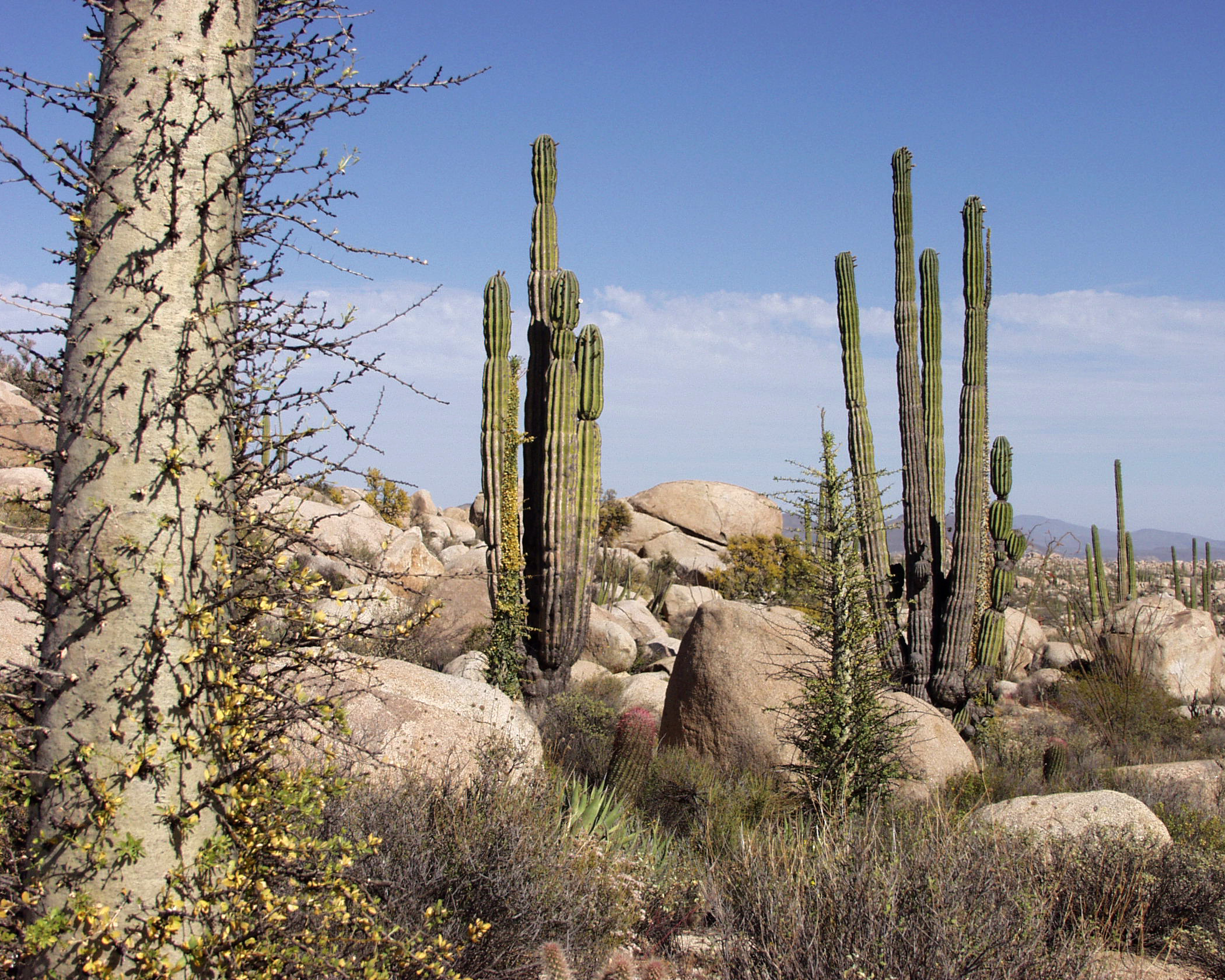
Flora do Deserto da Baja California, região de Cataviña, México.

A maioria das plantas do deserto são tolerantes à seca e à salinidade, tais como as xerófitas. Algumas armazenam água em suas folhas, raízes e caules. Outras plantas do deserto têm longas raízes que penetram até o lençol freático, firmam o solo e evitam a erosão. Os caules e folhas de algumas plantas reduzem a velocidade superficial dos ventos que carregam areia, protegendo assim o solo da erosão.
Os desertos normalmente têm uma cobertura vegetal esparsa porém muito diversificada. O deserto de Sonora, no sudoeste americano, tem a vegetação desértica mais complexa da Terra. O gigantesco cactus saguaro fornece ninhos às aves do deserto e funciona como "árvore". O saguaro cresce lentamente mas pode viver duzentos anos. Aos nove anos, ele tem cerca de quinze centímetros de altura. Aos 75 anos, o cactus desenvolve seus primeiros ramos. Quando totalmente adulto, o saguaro chega a quinze metros de altura e pesa quase 10 toneladas. Eles povoam o deserto de Sonora e reforçam a impressão de que os desertos são áreas ricas em cactus.
Apesar dos cactus serem normalmente considerados plantas dos desertos, outros tipos de plantas adaptaram-se à vida em meio árido. Isto inclui plantas da família da ervilha e do girassol. Os desertos frios têm como vegetação predominante gramíneas e arbustos.

### Água

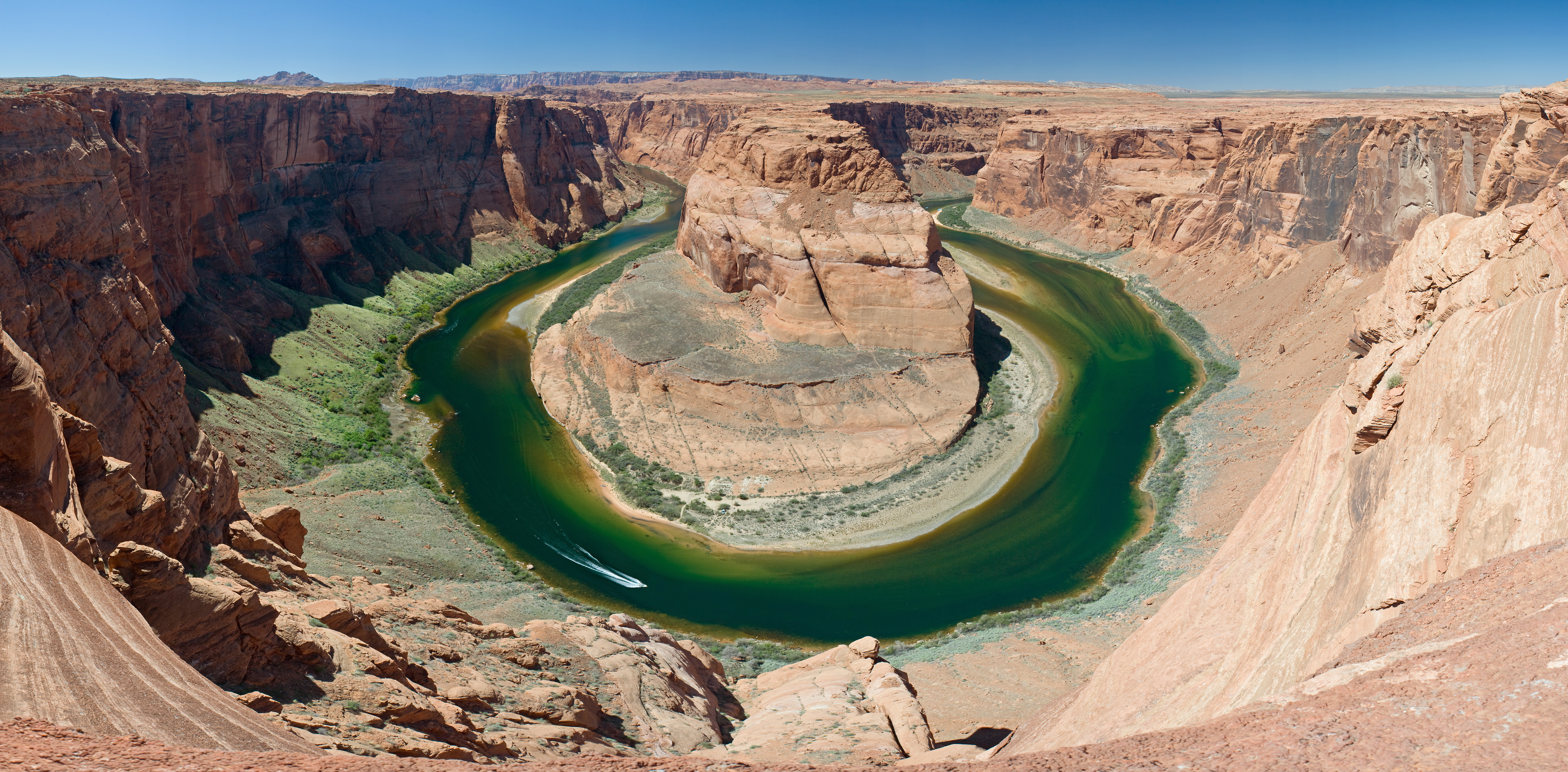
Rio Colorado.

A chuva às vezes cai nos desertos, e tempestades no deserto frequentemente são violentas. Um recorde de 44 mm em 3 horas de chuva já foi registrado no Saara. Grandes tempestades no Saara podem despejar quase um milímetro de chuva por minuto. Canais normalmente secos, chamados de arroios ou wadis, podem encher após chuvas pesadas, e chuvas rápidas os tornam perigosos.
Apesar de poucas chuvas caírem nos desertos, estes recebem água corrente de fontes efêmeras, alimentadas pela chuva e neve de montanhas adjacentes. Estas correntes enchem os canais com uma camada de lama e frequentemente transportam consideráveis quantidades de sedimento por um ou dois dias. Apesar de a maioria dos desertos se situarem em bacias com drenagem fechada ou interior, uns poucos desertos são atravessados por rios 'exóticos', isto é, com nascentes e parte do curso fora da área desértica. Tais rios infiltram no solo e perdem por evaporação grandes quantidades de água em suas jornadas pelos desertos, porém seus volumes de água são tais que mantêm sua perenidade. O Nilo, o Colorado e o Amarelo são rios exóticos que correm em meio a desertos para levarem seus sedimentos até o mar.

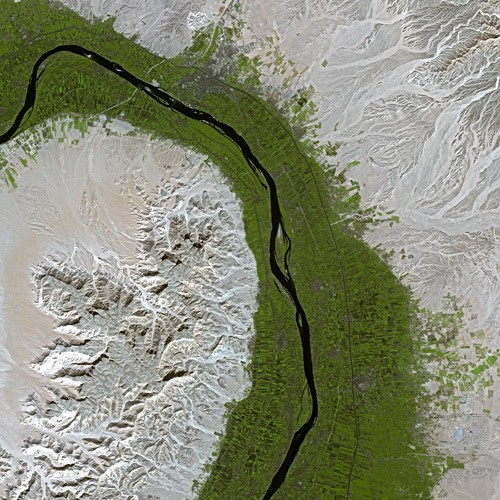
Imagem de satélite (SPOT) do Rio Nilo.

Lagos se formam onde a chuva ou água de degelo no interior das bacias de drenagem é suficiente. Os lagos dos desertos são geralmente rasos, temporários e salgados. Por serem rasos e terem um gradiente de profundidade reduzido, a força do vento pode fazer as águas do lago se espalharem por vários quilômetros quadrados. Quando os pequenos lagos secam, deixam uma crosta de sal no fundo. A área plana formada com argila, lama ou areia incrustrada com sal é conhecida como salar, ou, no México, "playa". Há mais de cem "playas" nos desertos norte-americanos. Muitas são relíquias de grandes lagos que existiram durante a última era glacial, quase doze mil anos atrás. O Lago Bonneville era um lago com 52 000 km² e quase 300 metros de profundidade entre Utah, Nevada e Idaho durante a última glaciação. Hoje os remanescentes do Lago Bonneville incluem o Grande Lago Salgado em Utah, o Lago Utah e o Lago Sevier. Como as "playas" de hoje são solos áridos formados durante um passado mais úmido, elas contêm pistas úteis sobre as mudanças climáticas.
Os terrenos planos do fundo de antigos lagos e "playas" os tornam excelentes pistas de corrida e de testes para aviões e veículos espaciais. Recordes de velocidade em veículos terrestres são comumente estabelecidos na chamada Bonneville Speedway, uma pista no fundo do Grande Lago Salgado. Ônibus espaciais pousam na "playa" de Rogers Lake, na base aérea de Edwards, na Califórnia.

## Recursos minerais

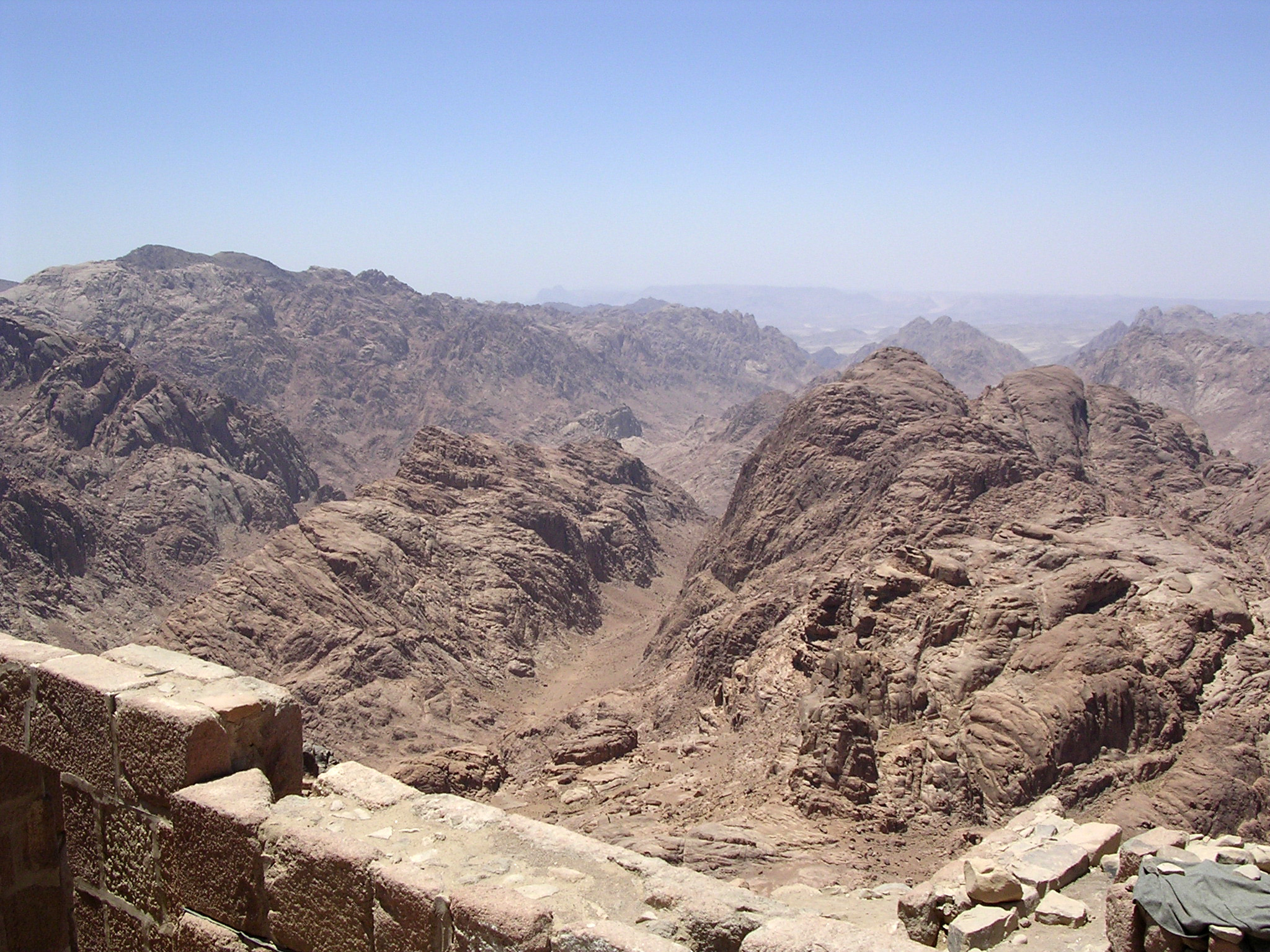
Deserto Sinai, no Egito.

Alguns depósitos minerais se formaram, foram enriquecidos ou preservados por processos geológicos que ocorrem em regiões áridas, como consequência do clima. A água no solo lixivia os minerais e os redeposita em zonas próximas ao lençol freático. Este processo de lixiviação concentra estes minerais em depósitos que podem ser minerados.
A evaporação em terras áridas aumenta a acumulação mineral em áreas onde se formam lagos temporários. Os salares ou "playas" podem ser fontes de depósitos minerais formados por evaporação. A evaporação em bacias fechadas precipita minerais tais como o gesso, sais (incluindo o nitrato de sódio ou salitre, e o cloreto de sódio) e os boratos. Os minérios formados nestes depósitos após evaporação dependem da composição e da temperatura das águas salinas no momento de sua formação.
Depósitos de evaporação significativos ocorrem no deserto da Grande Bacia nos Estados Unidos, depósitos que ficaram famosos pela exploração e posterior transporte em lombo de mulas desde o Vale da Morte até a ferrovia. O boro, obtido do bórax e de boratos depositados, é um elemento essencial na manufatura de vidros, cerâmicas, esmaltes, produtos químicos para a agricultura e farmacêuticos. Grandes quantidades de boratos são extraídas de depósitos de evaporação na Califórnia.
O deserto do Atacama, no Chile, é único entre os desertos do mundo em termos de abundância de minerais salinos. O nitrato de sódio (salitre) foi explorado para a manufatura de explosivos e fertilizantes no Atacama desde meados do século XIX. Quase 3 milhões de toneladas métricas foram exploradas durante a Primeira Guerra Mundial.
Entre os minerais valiosos encontrados em zonas áridas temos o cobre nos desertos dos Estados Unidos, Chile, Peru e Irã; minérios de ferro, chumbo e zinco na Austrália; cromita na Turquia; além de depósitos de ouro, prata e urânio na Austrália e nos Estados Unidos. Minerais não metálicos tais como o berílio, a mica, lítio, argilas, pedra-pomes e escória também ocorrem em regiões áridas. O carbonato de sódio, sulfatos, boratos, nitratos e compostos de lítio, bromo, iodo, cálcio e estrôncio vêm de sedimentos e evaporação de águas salinas próximas à superfície, formadas por corpos subterrâneos de água, em geral durante períodos geológicos recentes.
A formação de Green River no Colorado, em Wyoming, e Utah contém depósitos aluviais e salares de evaporação criados num enorme lago cujo nível variou por milhões de anos. Depósitos economicamente importantes de soda (isto é, bicarbonato de sódio hidratado, uma importante fonte de compostos deste metal), e grandes depósitos de xisto betuminoso foram criados em ambientes áridos.
Algumas das áreas mais produtivas em petróleo na Terra são encontradas em regiões áridas e semiáridas da África e do Oriente Médio, apesar de as jazidas de petróleo terem se formado originalmente no leito do mar. Mudanças climáticas recentes transformaram os locais destas jazidas em regiões áridas.
Outras jazidas de petróleo, entretanto, podem ter tido origem eólica, e atualmente são encontradas em zonas úmidas. A região de Rotliegendes, uma jazida de petróleo no Mar do Norte, está associada com extensos depósitos por evaporação. Muitas das principais jazidas petrolíferas dos Estados Unidos podem ter se originado entre areias levadas pelo vento. Antigos depósitos aluviais também podem ser reservatórios de hidrocarbonetos.

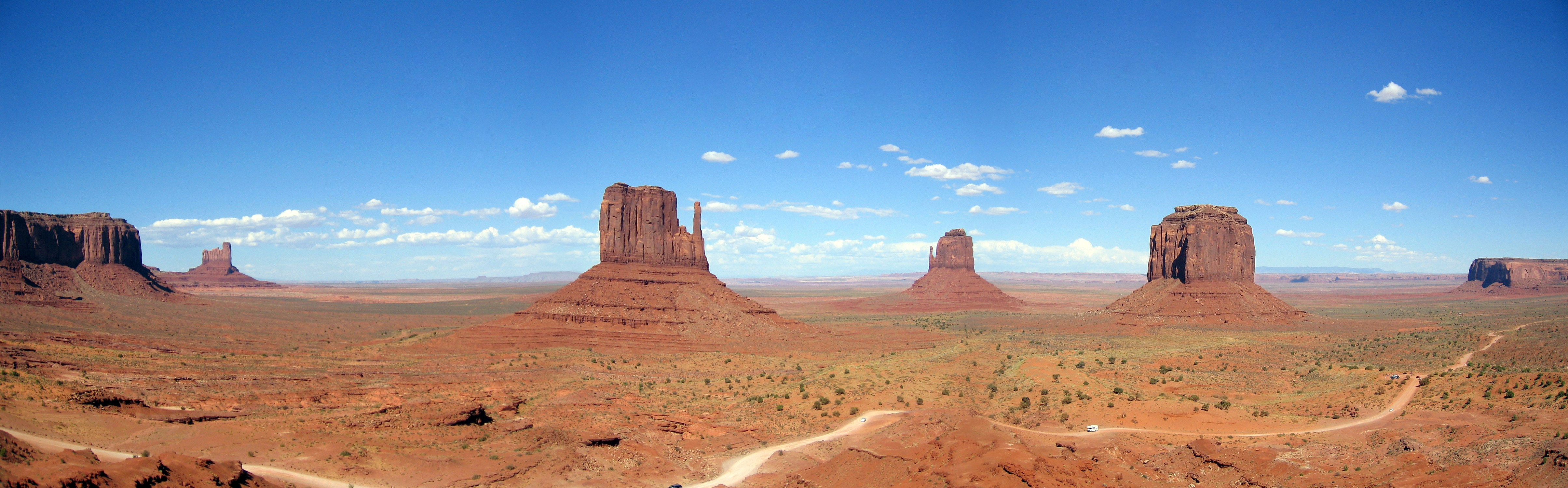
Monument Valley, Estados Unidos.

## Vida humana nos desertos

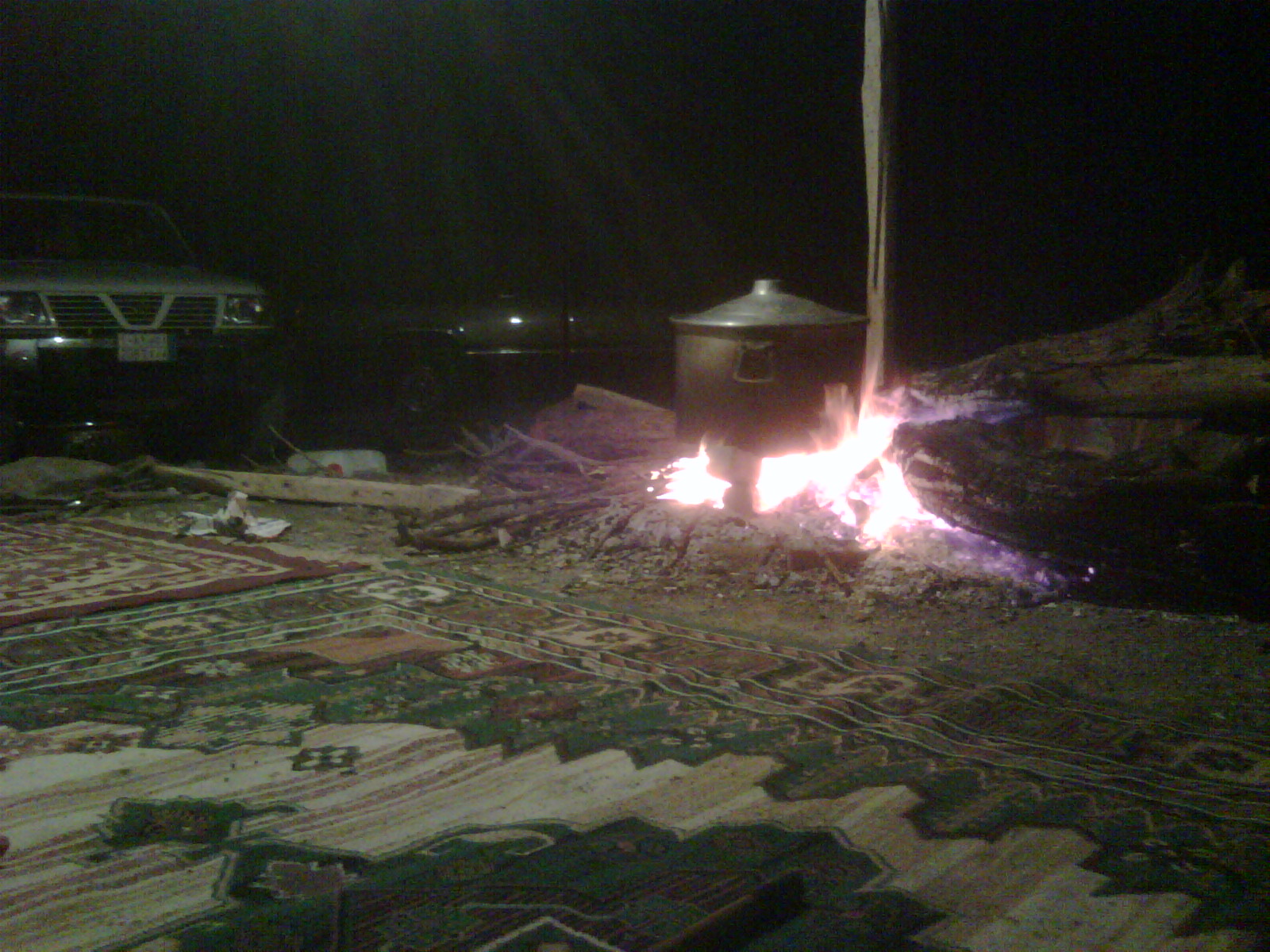
Cozinhando no deserto.

Um deserto é um ambiente hostil e potencialmente mortal para seres humanos despreparados. Nos desertos quentes, altas temperaturas causam perda rápida de água devido ao suor, e à ausência de fontes de água para recuperar o líquido perdido, podendo resultar em desidratação e morte dentro de poucos dias. Além disso, os humanos desprotegidos também ficam sujeitos ao risco da insolação.
Os seres humanos também podem ter de se adaptar às tempestades de areia em alguns desertos, e não apenas nos seus efeitos nocivos para o sistema respiratório e os olhos, mas também nos seus efeitos potencialmente prejudiciais sobre os equipamentos, tais como filtros, veículos e equipamentos de comunicação. Tempestades de areia podem durar horas, às vezes até dias. Isso faz com que sobreviver no deserto seja bastante difícil para os humanos.
Apesar disso, algumas culturas fizeram dos desertos quentes o seu lar durante milhares de anos, incluindo os beduínos, os tuaregues e os índios pueblos. A tecnologia moderna, avançada, incluindo sistemas de irrigação, dessalinização e ar condicionado tornaram os desertos muito mais hospitaleiros. Nos Estados Unidos e Israel, por exemplo, fazendas desérticas têm sido amplamente utilizadas.

## Alguns desertos no mundo

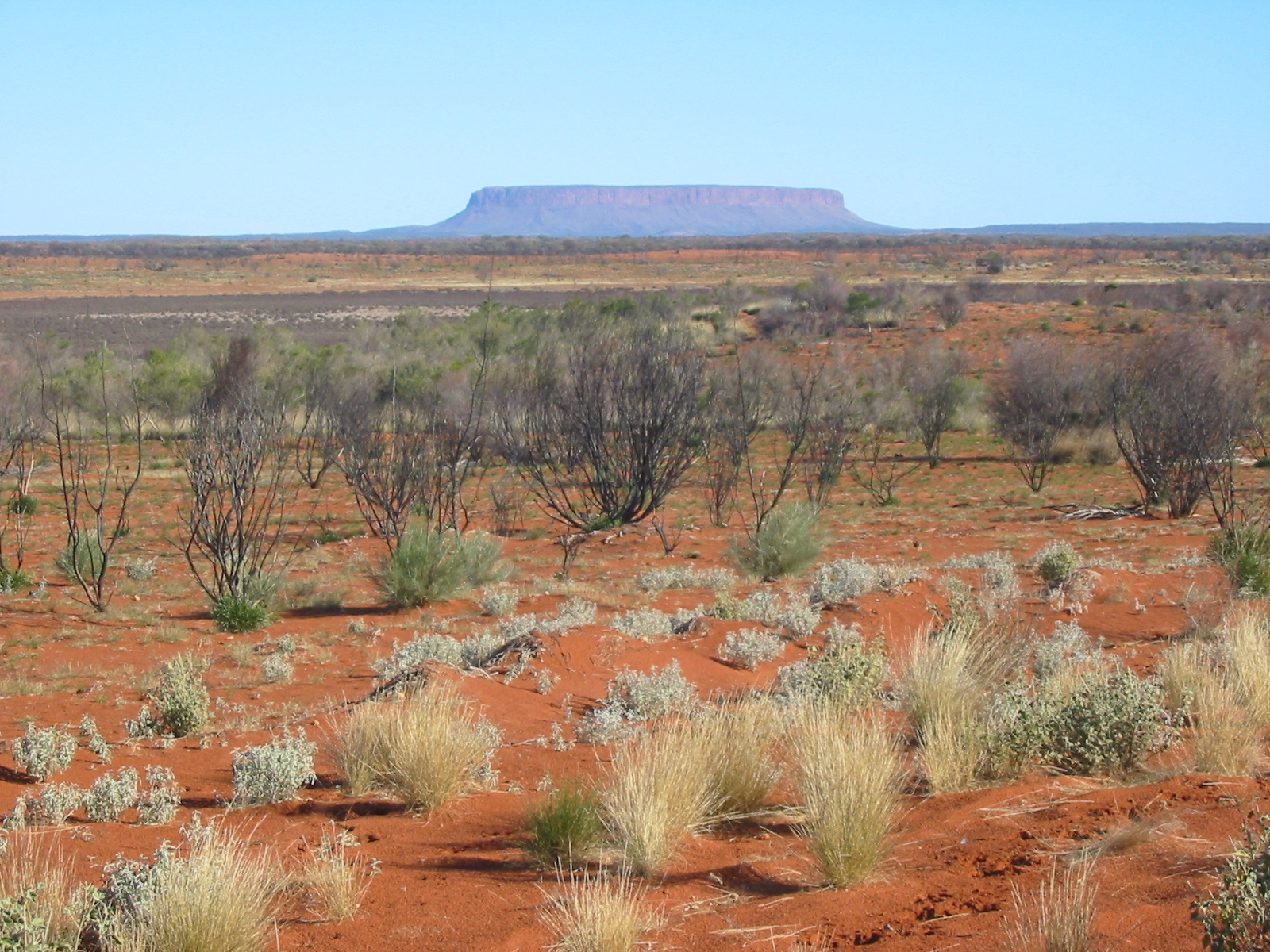
Vista do Monte Conner, no Outback australiano.

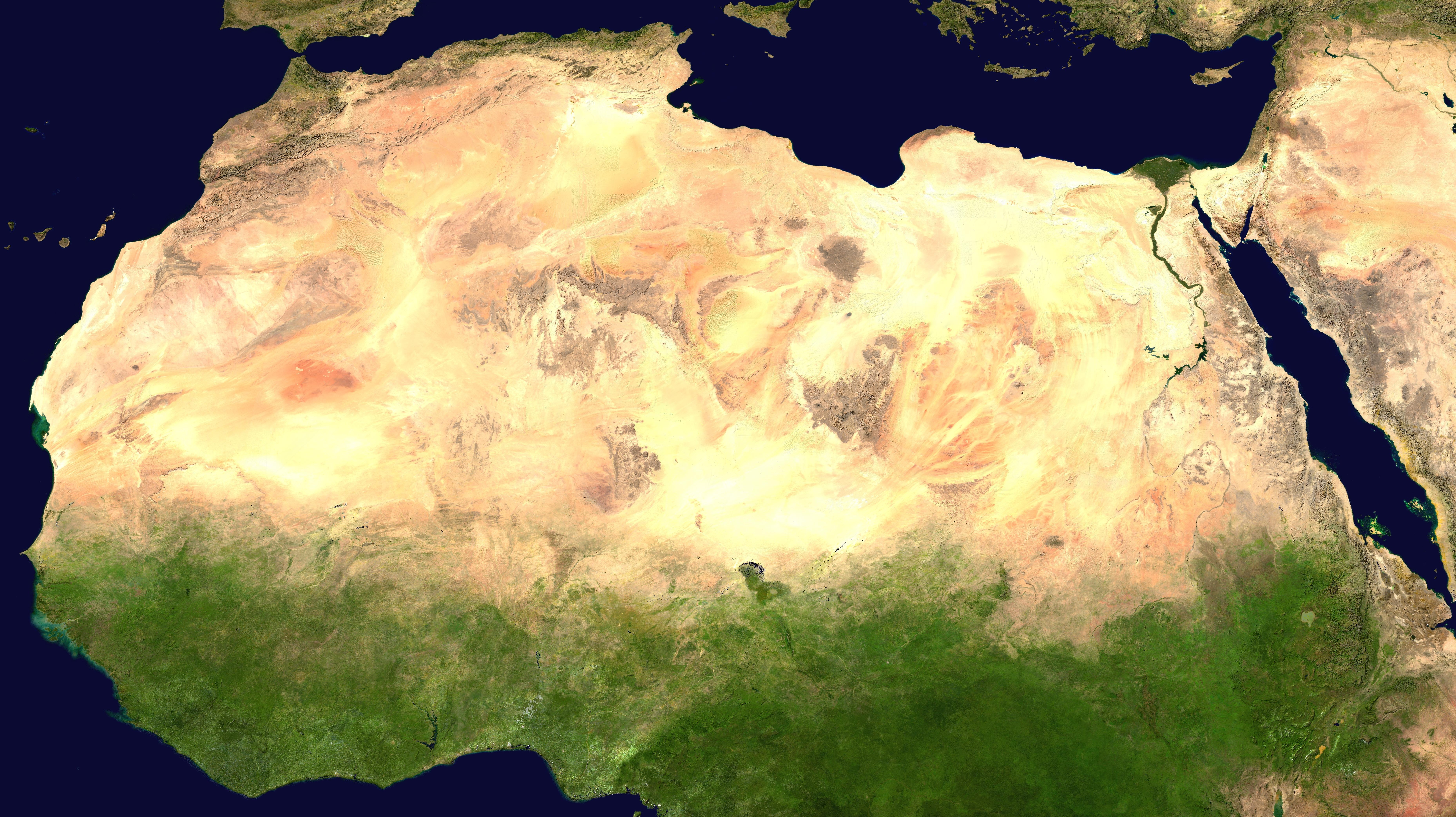
Imagem de satélite do deserto do Sahara.

- Os maiores desertos do mundo:

| Deserto                               | Superfície (km²) |
| ------------------------------------- | ---------------- |
| 1º Deserto da Antártida (Antártida)   | 14 000 000       |
| 2º Deserto do Saara (África)          | 9 000 000        |
| 3° Deserto da Arábia (Ásia)           | 1 300 000        |
| 4° Deserto de Gobi (Ásia)             | 1 125 000        |
| 5° Deserto do Calaári (África)        | 580 000          |
| 6° Deserto da Patagônia (Argentina)   | 670 000          |
| 7° Grande Deserto Arenoso (Austrália) | 647 000          |

### África
- Deserto do Saara
- Deserto da Líbia
- Deserto de Calaári
- Deserto do Namibe

### América
- Deserto da Patagônia, um dos maiores do mundo, com área de aproximadamente 670 000 km²[11]
- Deserto de Atacama no Chile (América do Sul)
- Mojave, Sonora, Chi (América do Norte)

### Ásia-Pacífico
- Deserto de Gobi ou deserto da Mongólia; Taclamacã (na China).
- Deserto de Deserto de Caracum na Ásia Central.
- Quizilcum no Cazaquistão e Usbequistão
- Deserto da Arábia
- Negueve no sul de Israel
- Deserto da Judeia, a leste de Israel e do Estado da Palestina
- Os desertos da Austrália